# Aa of Weerijs
Pour les articles homonymes, voir Aa.
L'Aa of Weerijs est une rivière qui coule en Belgique (province d'Anvers) et aux Pays-Bas (province du Brabant-Septentrional), et qui fait partie du Bassin versant de la Meuse.

## Géographie
L'Aa of Weerijs prend sa source en Belgique, où elle naît au confluent du Grote Aa qui vient de Wuustwezel et du Kleine Aa qui vient de Brecht.
Dans le centre de Bréda, elle alimente, avec le cours supérieur du Mark les canaux de ceinture de l'ancienne ville. En quittant Bréda, la rivière s'appelle Mark. Via le Dintel, elle se jette dans le Volkerak.

## Nom
« Aa » est le nom de plusieurs cours d'eau en Europe. Le terme Aa constitue une racine étymologique signifiant « eau » dans la plupart des langues germaniques. Ce nom, ainsi que ses dérivés et ses variantes régionales, sont portés par un grand nombre de petites rivières dans le nord-ouest de l'Europe.
Cette rivière a également donné son nom à la ville de Bréda, dont le nom signifie Aa large.

## Voir aussi

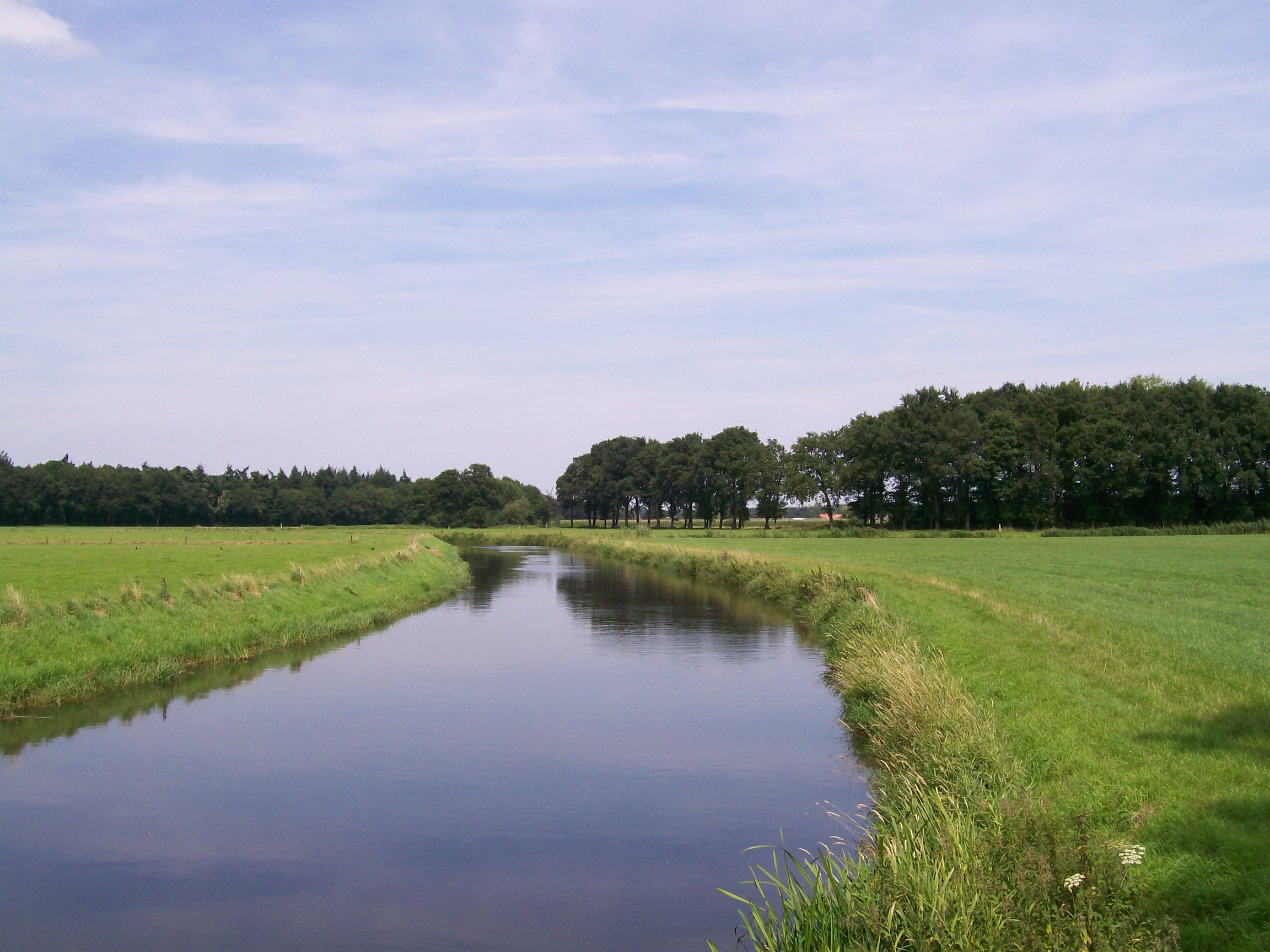
Aa of Weerijs à Krabbenbosschen.